# Streblocera himalayica
Streblocera himalayica är en stekelart som beskrevs av Sergey A. Belokobylskij 2000. Streblocera himalayica ingår i släktet Streblocera och familjen bracksteklar. Inga underarter finns listade i Catalogue of Life.